# Șagu
Șagu (en hongrois : Németság, en allemand : Sagenthau) est une commune du județ d'Arad, Roumanie qui compte 3 776 habitants.
La commune est composée de 4 villages : Cruceni, Firiteaz, Fiscut, Hunedoara Timișană et Șagu.

## Culture
D'après le recensement de 2011, la commune compte 3 776 habitants, en forte baisse par rapport au recensement de 2002 où elle en comptait 3 862.